# السفارة السعودية في السويد
سفارة المملكة العربية السعودية في السويد، هي بعثة دبلوماسية سعودية تقع في العاصمة استكهولم ويترأس البعثة سفير خادم الحرمين الشريفين إيناس الشهوان.

## وصلات خارجية
- موقع سفارة المملكة العربية السعودية في السويد
- وزارة الخارجية السعودية (بالعربية)
- Ministry of Foreign Affairs of Kingdom of Saudi Arabia (بالإنجليزية)